# Pothyne distincta
Pothyne distincta är en skalbaggsart som beskrevs av Stefan von Breuning 1950. Pothyne distincta ingår i släktet Pothyne och familjen långhorningar. Inga underarter finns listade i Catalogue of Life.